# Сервера-Бавьера, Хулио
Хулио Сервера-Бавьера (исп. Julio Cervera Baviera; 26 января 1854, Сегорбе, Испания — 24 июня 1927, Мадрид, Испания) — испанский инженер, педагог, исследователь и колониальный военачальник. Он является одним из изобретателей радио и автором различных научных и географических книг и статей.

## Биография
Хулио Сервера-Бавьера родился 26 января 1854 года в Сегорбе, Испания.

### Образование
Хулио изучал физические и естественные науки в Университете Валенсии, но затем отказался от учёбы, чтобы пойти в армию. В 1875 году он окончил Академию кавалерии, а затем в 1882 году Военно-инженерную академию в Гвадалахаре.

### Работа в Африке
В 1877 году Хулио отправился в Марокко, где в 1884 году опубликовал книгу под названием «Geografía militar de Marruecos». В том же году армия поручила ему исследовать этот район ещё раз. В 1885 году он опубликовал «Expedicion geografico-militar al interior y costas de Marruecos».
В начале 1886 года Сервера работал в фотоателье в Барселоне. Однако летом того же года при спонсорской поддержки Испанского общества коммерческой географии (Sociedad Española de Geografía Comercial), он, арабский переводчик Филипп Риццо (1823–1908) и биолог и метеоролог Франциско Кирога Родригес (1853–1894) пересекли Рио-де-Оро, часть Испанской Сахары, где они провели топографические и астрономические наблюдения на земле, особенности которой в то время были едва известны географам. Они пересекли территорию между мысами Кап-Блан и Бохадор, пройдя 900 км до Адрара. Также они подписали договоры в Иджиле (близ Атара) с эмиром Адрара и вождями Сахарави.
В 1884 году Хулио руководил строительством нескольких блокгаузов вокруг Мелильи. С 1888 по 1890 он служил военным атташе в посольстве Испании в Танжере.

### Лишение свободы
Работа Хулио в Африке заработала поощрение его командира. Но 19 декабря 1890 года он опубликовал критику испанского колониального правительства в Марокко, и после этого был арестован и в 1891 году заключён в тюрьму в Санта-Бараре, Аликанте. Он был освобождён два года спустя.

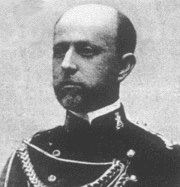
Хулио Сервера

### Испано-американская война
Во время Испано-американской войны Сервера отвечал за оборону Гвамани, пик которой владел дорогой между Кайей и Гуаямой. Таким образом он был вовлечён в Битву за Гвамани (9 августа 1898), где он был ответственен за отражение атак американских войск.
После войны он стал известен как автор брошюры под названием «La defensa de Puerto Rico», которую поддерживал генеральный губернатор Мануэль Масиас-и-Касадо, который стал главой правительства Пуэрто-Рико под автономным уставом, созданным в феврале 1898 года (Но вскоре Пуэрто-Рико попала под американский контроль). Целью Хулио было поддержать действия Масиаса перед испанской публикой, но они стали критиковать волонтёров Пуэрто-Рико в испанской армии. После поражения Испании против США испанцы искали причины объяснить это. Сервера писал: «Я никогда не видел такую рабскую, неблагодарную страну (то есть Пуэрто-Рико). … Через двадцать четыре часа люди Пуэрто-Рико с энтузиазмом перешли с горячего испанского на американский. … Они унижали себя, отдаваясь захватчику, как невольные поклоны могущему Господу».
Группа молодых людей из Сан-Хуана угрожали Хулио вызовом на дуэль, если тот не уберёт свою брошюру. Секундантами Хулио были полковник Педро дел Пино и капитан Эмилио Баррера. Но дуэль не произошла, потому-что Хулио объяснил свои намерения в написании брошюр, и обе стороны были удовлетворены.

### Работа с радио
В мае-июне 1899 года испанская армия отправила Хулио посетить радиотелеграфные установки Маркони на проливе Ла-Манш для изучения системы Маркони с целью адаптации ее для испанских военных. Он начал сотрудничать с Маркони в решении инженерных проблем беспроводной связи на большие расстояния, получив несколько патентов к концу 1899 года.
22 марта 1902 года Хулио основал Испанскую корпорацию беспроводного телеграфа и телефона. Также он передал своей корпорации свои патенты, полученные им в Испании, Бельгии, Германии и Англии. Он учредил вторую и третью регулярную радиотелеграфную службу в мировой истории в 1901–1902 годах, поддерживая регулярные передачи между Тарифой и Сеутой в течение трёх месяцев подряд, а также между Хавеей и Ивисой.
Таким образом Хулио добился определённых успехов в этой области, но его радиотелеграфная деятельность, по неизвестным причинам, прекратилась.

### Другая деятельность
В 1903 году Сервера основал интернациональный институт «Internacional Institución Electrotécnica» в Валенсии.
Он опубликовал свою энциклопедию «Enciclopedia científico-practica del ingeniero mecánico electricista» в двух изданиях (1904, 1915).
Также Сервера отвечал за проектирование системы Тенерифский трамвай. Он помог построить систему трамвая в своём родном городе Сегорбе.

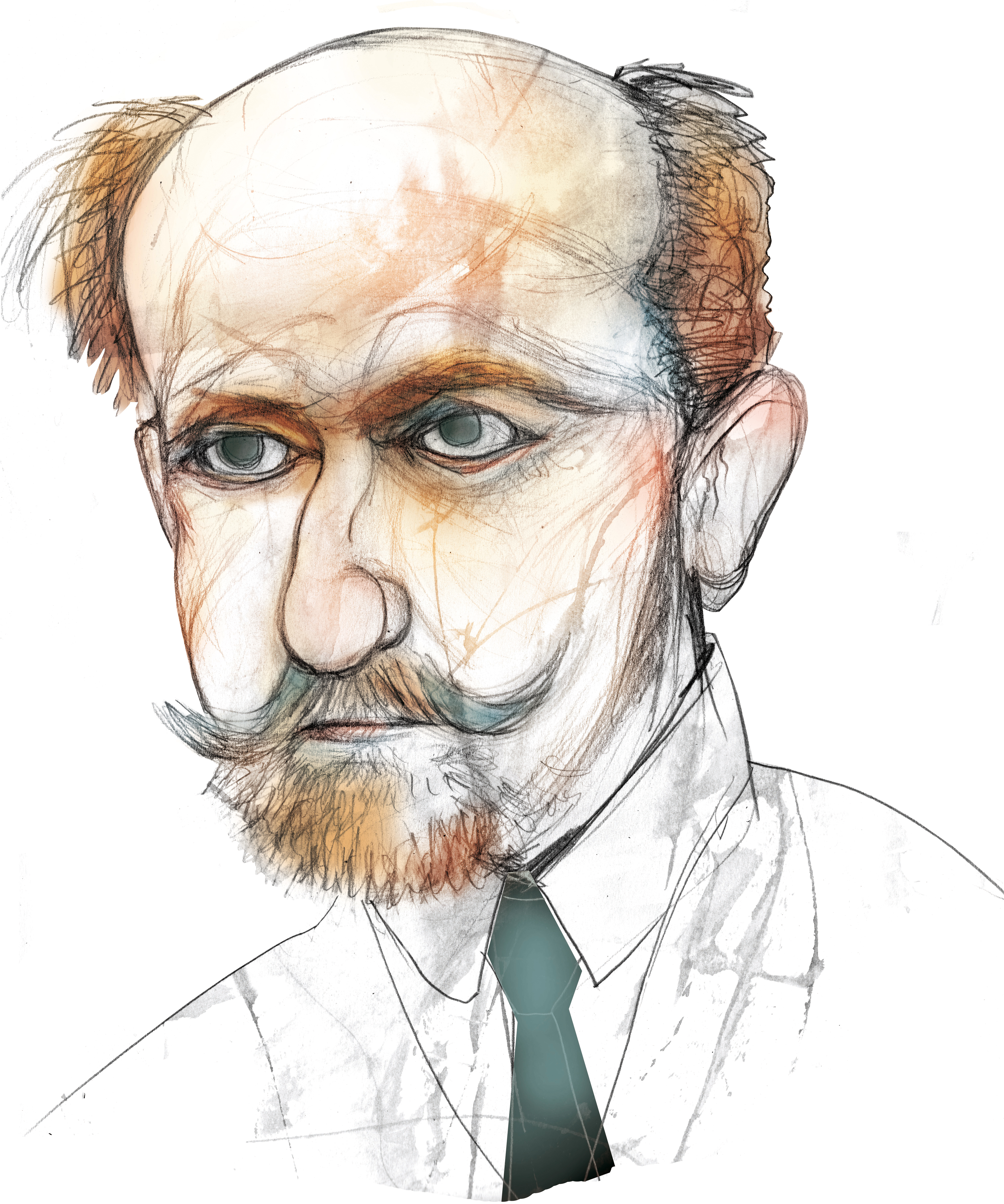
Портрет Хулио Сервера, созданный Эулохией Мерле

### Политическая деятельность
Хулио был либеральным республиканцем. Также он был воинственным масоном, основав масонскую ложу в Сегорбе. В 1890 году он вместе с Филиппом де Борбоном-и-Браганза основал орден масонов в Марокко, включающий в себя 12 домов и 200 масонов (африканцы, европейцы и американцы). Через год он был интегрирован с испанским G.O. (Grande Oriente).
Хулио подружился с республиканским политиком Мануэлем Руисом Соррильей. Его политические взгляды приносили ему неприятности со своими начальниками и, возможно, были причиной некоторых его неудач.

### Личная жизнь
Он женился на Марии де лос Десампарадос Хименес в 1883 году. У него было две дочки, Ампаро и Пилар, а также сын, умерший в детстве.

### Смерть
Хулио умер 24 июня 1927 года в Мадриде, где провёл свои последние годы с дочерью Ампаро.

## Внешние ссылки
- Julio Cervera, sin hilos. "Que inventen ellos" (RTVE a la carta) Reportage on Spanish television (исп.)
- PDF (исп.)
- El español Julio Cervera Baviera, y no Marconi, fue quien inventó la radio, según el profesor Ángel Faus (исп.)
- EL ESPAÑOL QUE INVENTO LA RADIO (исп.)
- Elena de Regoyos «La radio nació en Ceuta y no la inventó Marconi» (исп.)
- Protagonistas de la Guerra Hispano Americana en Puerto Rico (исп.)
- Expedición "Río de Oro" al Sáhara Occidental (исп.)
- Reportage on valencian television на YouTube (кат.)